# Nudo de los Pastos
Nudo de los Pastos (auch: Macizo de Huaca, deutsch Knoten (Gebirge) der Weiden, Massiv von Huaca) ist eine Gebirgsgruppe Südamerikas an der Grenze zwischen Kolumbien und Ecuador. Die zugehörigen Gebirgszüge erstrecken sich auf die ecuadorianische Provinz Carchi und das kolumbianische Departamento de Nariño. Die Gebirgsregion bildet einen orographischen Komplex an der Gabelung und im Übergang der Gebirgszüge der Cordillera Occidental und der Zentralkordillere.
Zwar gibt es keine präzise Definition der Umrisse der Nudo de los Pastos, aber allgemein wird die Südgrenze mit den Flüssen Río Chota und Río Apaqui gleichgesetzt und die Ostgrenze mit den Flüssen Río Cuasmal und Río Obispo bis zum Hochland von Huaca und in der Ausdehnung bis zum Hoz de Minamá („Sichel von Minamá“) in der Cordillera Occidental und bis zum Macizo Colombiano in der Zentralkordillere, wo die Cordillera Oriental entsteht.

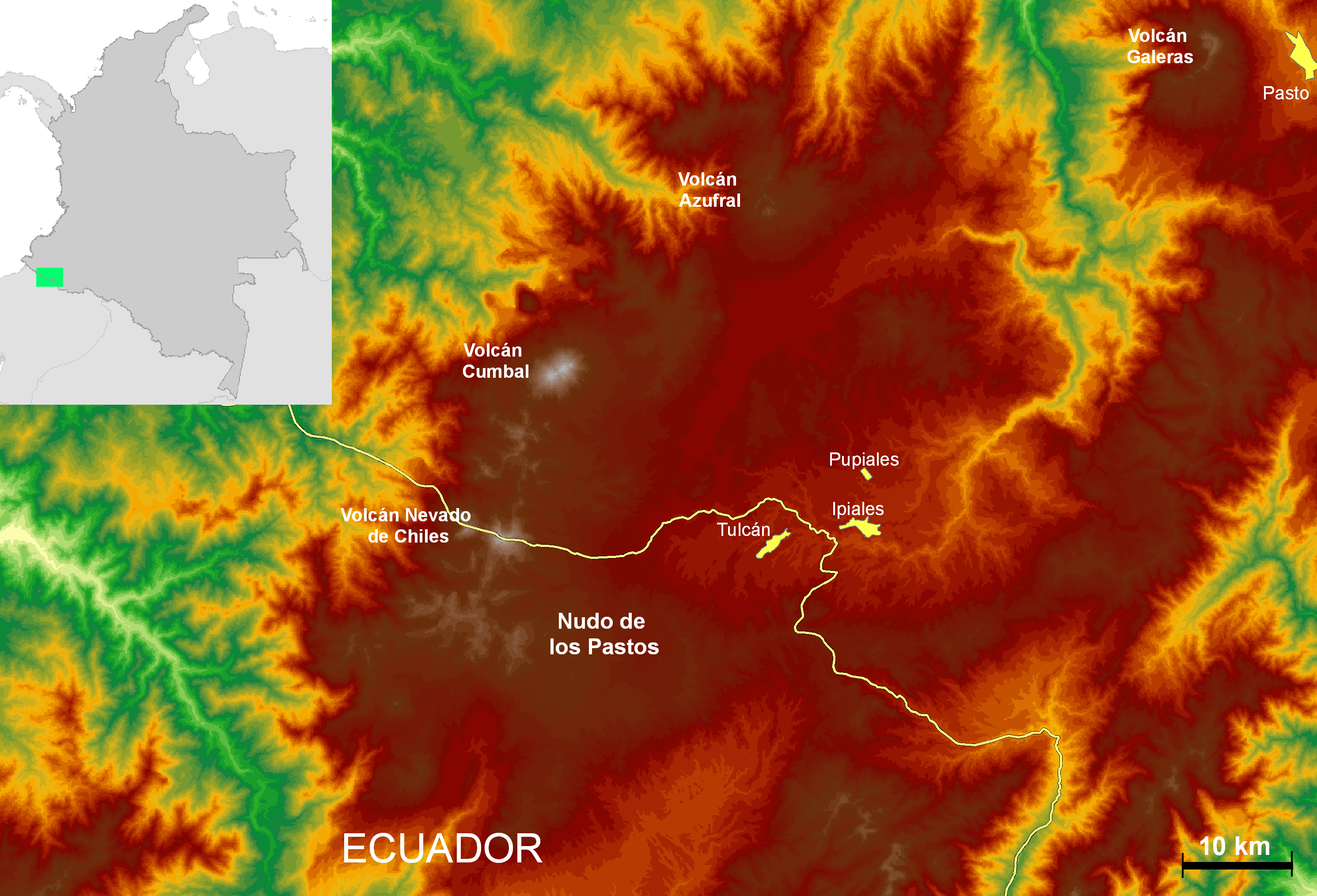
Nudo de los Pastos

In den Hochgebirgen der Cordillera Occidental sind die größten Erhebungen die Vulkane Chiles (4.718 m), Cumbal (4.764 m) und Azufral (4.070 m). Die Hoz de Minamá ist in dieser Hochgebirgslandschaft eine tiefe Senke, in der der Río Patía verläuft, und die Cordillera Occidental auf seinem Weg zur Pazifikküste durchbricht.
Zu dem Gebiet gehören in der Zentralkordillere die Hochebene Altiplano de Túquerres e Ipiales, das Valle de Atriz, die Vulkane Galeras (4.276 m) und der Vulkan Doña Juana (4.250 m), die Stadt San Juan de Pasto mit der Macizo de Pasto (⊙) sowie der See Laguna de la Cocha, einer der größten Seen Kolumbiens (40 km², 2760 m Höhe ⊙).

## Naturparks
- Santuario de fauna y flora Galeras
- Santuario de fauna y flora Isla de La Corota
- Parque Nacional Natural Complejo Volcánico Doña Juana-Cascabel